# Gnetum venosum
Gnetum venosum là một loài thực vật hạt trần trong họ Gnetaceae. Loài này được Spruce ex Benth. mô tả khoa học đầu tiên năm 1856.